# SN 2006fd
SN 2006fd – supernowa typu Ia odkryta 27 sierpnia 2006 roku w galaktyce A203753+0113. W momencie odkrycia miała maksymalną jasność 19,40m.